# Riize
Riize (thường được cách điệu là RIIZE, tiếng Hàn: 라이즈) là một nhóm nhạc nam được SM Entertainment thành lập và quản lý. Nhóm ra mắt công chúng vào ngày 4 tháng 9 năm 2023 với album đĩa đơn đầu tay Get a Guitar. Nhóm bao gồm sáu thành viên: Shotaro, Eunseok, Sungchan, Wonbin, Sohee và Anton.

## Tên gọi
Tên gọi của nhóm, RIIZE, là kết hợp của từ "RISE" (vươn lên) và từ "REALIZE" (hiện thực hóa), với ý nghĩa "một nhóm nhạc cùng nhau vươn lên và hiện thực hóa ước mơ".

## Lịch sử

### 2020 – 2023: Trước khi ra mắt
Các thành viên Shotaro và Sungchan đã từng ra mắt công chúng với tư cách thành viên một nhóm nhạc nam khác của SM Entertainment, NCT, vào tháng 10 năm 2020. Ngày 1 tháng 7 năm 2022, SM giới thiệu Eunseok và Seunghan với tư cách thành viên của SM Rookies. Tháng 11 năm 2022, Eunseok và Seunghan được công bố là sẽ xuất hiện trong chương trình thực tế Welcome to NCT Universe do Shotaro và Sungchan dẫn chương trình.
Những thông tin đầu tiên về nhóm nhạc nam mới của SM xuất hiện vào ngày 3 tháng 2 năm 2023, khi SM công bố kế hoạch SM 3.0 của công ty. Theo đó, nhóm nhạc này sẽ ra mắt vào quý 4 năm 2023 dưới sự chỉ đạo của giám đốc điều hành Tak Young-jun.
Ngày 24 tháng 5 năm 2023, SM công bố kế hoạch hoạt động của nhóm nhạc này, theo đó Shotaro và Sungchan sẽ rời NCT để gia nhập nhóm, đồng thời Eunseok và Seunghan cũng sẽ ra mắt cùng nhóm. Công ty cũng xác nhận rằng các thành viên khác "mang quốc tịch Hàn Quốc và Hoa Kỳ" cũng sẽ gia nhập đội hình của nhóm. Ngày 11 tháng 7, một số nguồn tin cho biết nhóm nhạc nam bảy thành viên này đang ghi hình cho video âm nhạc đầu tay để ra mắt vào tháng 9. Đáp lại thông tin từ giới truyền thông rằng Anton Lee, con trai của Yoon Sang, là một thành viên của nhóm, SM cho biết công ty sẽ bắt đầu tiết lộ thông tin về nhóm vào ngày 1 tháng 8. Ngày 31 tháng 7, SM xác nhận rằng nhóm có tên là "RIIZE". Ngày 1 tháng 8, SM công bố thông tin về bảy thành viên và thành lập tài khoản Instagram của nhóm.

### 2023 – nay: Ra mắt với 'Get A Guitar'
Ngày 7 tháng 8 năm 2023, SM Entertainment công bố rằng nhóm sẽ ra mắt vào ngày 4 tháng 9 với album đĩa đơn đầu tay Get a Guitar. Ngày 19 tháng 8, RIIZE phát hành web novel Rise & Realize được SM hợp tác sản xuất cùng Kakao Entertainment. Trước khi album đĩa đơn được phát hành, Riize đã biểu diễn "Memories" và "Siren" tại KCON LA vào ngày 20 tháng 8 năm 2023. "Memories" được phát hành với tư cách một đĩa đơn pre-release vào ngày 21 tháng 8.
Vào ngày 22 tháng 10, có thông báo rằng Riize sẽ trở lại lần đầu tiên với đĩa đơn " Talk Saxy " vào ngày 27 tháng 10. 
Vào ngày 22 tháng 11, SM thông báo rằng Seunghan sẽ bị đình chỉ hoạt động vô thời hạn do những tin đồn xung quanh anh. Do vấn đề này, SM cho biết họ có kế hoạch nộp đơn khiếu nại lên cảnh sát và đang cân nhắc thực hiện các biện pháp pháp lý tiếp theo đối với những người tiết lộ thông tin bị cho là đã phát tán thông tin sai lệch để cố tình gây hiểu lầm.

### 2024–nay: "Love 119", ra mắt tại Nhật Bản,Riizingvà Seunghan rời nhóm
Vào ngày 5 tháng 1 năm 2024, RIIZE phát hành đĩa đơn " Love 119 ",  và giành được chiến thắng đầu tiên trên chương trình âm nhạc M Countdown của Mnet vào ngày 18 tháng 1 và Inkigayo của SBS vào ngày 21 tháng 1. Nhóm cũng đã phát hành phiên bản tiếng Nhật của đĩa đơn vào ngày 24 tháng 1, đánh dấu lần ra mắt tại Nhật Bản của họ. 
RIIZE đã phát hành phiên bản đầy đủ của bản teaser trước khi ra mắt " Siren " vào ngày 3 tháng 4. Đĩa đơn này là một phần của EP đầu tiên Riizing của họ , được phát hành vào ngày 17 tháng 6. Họ đã phát hành thêm bốn đĩa đơn trước khi phát hành EP; " Impossible " vào ngày 18 tháng 4 và "9 Days", "Honestly" và "One Kiss" vào ngày 29 tháng 4.  Nhóm cũng đã công bố ngày cho chuyến lưu diễn fan-con Riizing Day của họ , với các buổi biểu diễn được lên lịch từ ngày 4 tháng 5 đến ngày 31 tháng 8 đi qua 9 quốc gia. 
Vào ngày 2 tháng 9, SM thông báo rằng RIIZE sẽ phát hành EP repackage đầu tiên Riizing: Epilogue vào ngày 4 tháng 9 năm 2024, cùng với đĩa đơn chính "Combo". Ngày này cũng đánh dấu kỷ niệm 1 năm ra mắt của nhóm. 
Vào ngày 11 tháng 10 năm 2024, SM xác nhận rằng thành viên Seunghan sẽ trở lại các hoạt động của nhóm, thông báo rằng đây sẽ là "chương kế tiếp" của nhóm, dự kiến bắt đầu từ tháng 11. Seunghan đã phải tạm dừng các hoạt động của nhóm kể từ tháng 11/2023 do những tranh cãi liên quan đến cuộc sống cá nhân của anh ấy.  Hai ngày sau, vào ngày 13 tháng 10, SM thông báo rằng thành viên Seunghan sẽ rời nhóm và RIIZE sẽ tiếp tục là một nhóm nhạc gồm 6 thành viên.

## Quảng cáo
Ngày 16 tháng 8 năm 2023, Riize được chọn làm đại sứ của cửa hàng thời trang trực tuyến Hàn Quốc MUSINSA. Ngày 25 tháng 8 năm 2023, nhóm trở thành người mẫu độc quyền của thương hiệu chăm sóc da Hàn Quốc UIQ.

## Thành viên
- Chú thích: không công bố vị trí trưởng nhóm

| Nghệ danh           | Nghệ danh | Nghệ danh    | Tên khai sinh  | Tên khai sinh | Tên khai sinh         | Tên khai sinh | Tên khai sinh           | Ngày sinh         | Vị trí                        | Nơi sinh                      | Quốc tịch         |
| Latinh              | Hangul    | Kana         | Latinh         | Hangul        | Kana                  | Hanja         | Hán-Việt                | Ngày sinh         | Vị trí                        | Nơi sinh                      | Quốc tịch         |
| Thành viên hiện tại |           |              |                |               |                       |               |                         |                   |                               |                               |                   |
| Shotaro             | 쇼타로    | ショウタロウ | Osaki Shotaro  | 오사키 쇼타로 | おおさき しょうたろう | 大崎 将太郎   | Đại Kỳ Thương Thái Lang | 25 tháng 11, 2000 | Main Dancer, Rapper           | Zama, Kanagawa, Nhật Bản      | Nhật Bản          |
| Eunseok             | 은석      | ウンソク     | Song Eun-seok  | 송은석        | ソン・ウンソク        | 宋恩奭        | Tống Ân Thích           | 19 tháng 3, 2001  | Dancer, Vocalist, Visual      | Bucheon, Gyeonggi, Hàn Quốc   | Hàn Quốc          |
| Sungchan            | 성찬      | ソンチャン   | Jung Sung-chan | 정성찬        | チョン・ソンチャン    | 鄭成燦        | Trịnh Thành Xán         | 13 tháng 9, 2001  | Rapper, Vocalist              | Seoul, Hàn Quốc               | Hàn Quốc          |
| Wonbin              | 원빈      | ウォンビン   | Park Won-bin   | 박원빈        | パク・ウォンビン      | 朴元彬        | Phác Nguyên Bân         | 2 tháng 3, 2002   | Main Dancer, Vocalist, Center | Ulsan, Hàn Quốc               | Hàn Quốc          |
| Sohee               | 소희      | ソヒ         | Lee So-hee     | 이소희        | イ・ソヒ              | 李炤熙        | Lý Chiêu Hy             | 21 tháng 11, 2003 | Main Vocalist                 | Siheung, Gyeonggi, Hàn Quốc   | Hàn Quốc          |
| Anton               | 앤톤      | アントン     | Lee Chan-young | 이찬영        | イ・チャニョン        | 李璨榮        | Lý Xán Vinh             | 21 tháng 3, 2004  | Vocalist, Dancer, Maknae      | Boston, Massachusetts, Hoa Kỳ | Hàn Quốc · Hoa Kỳ |
| Cựu thành viên      |           |              |                |               |                       |               |                         |                   |                               |                               |                   |
| Seunghan            | 승한      | スンハン     | Hong Seung-han | 홍승한        | ホン・スンハン        | 洪昇瀚        | Hồng Thăng Hãn          | 2 tháng 10, 2003  | Dancer, Vocalist              | Goyang, Gyeonggi, Hàn Quốc    | Hàn Quốc          |

## Danh sách đĩa nhạc

### Album phòng thu
| Tên     | Thông tin chi tiết                                                                                  | Thứ hạng cao nhất | Thứ hạng cao nhất | Thứ hạng cao nhất | Doanh số |
| Tên     | Thông tin chi tiết                                                                                  | KOR               | JPN               | JPN Hot           | Doanh số |
| ------- | --------------------------------------------------------------------------------------------------- | ----------------- | ----------------- | ----------------- | -------- |
| Odyssey | - Phát hành: 19 tháng 5 năm 2025 - Hãng đĩa: SM, Kakao - Định dạng: CD, digital download, streaming | TBA               | TBA               | TBA               | TBA      |

### EP
| Tên     | Thông tin chi tiết                                                                                | Thứ hạng cao nhất | Thứ hạng cao nhất | Thứ hạng cao nhất | Thứ hạng cao nhất | Thứ hạng cao nhất | Doanh số                       | Chứng nhận          |
| Tên     | Thông tin chi tiết                                                                                | KOR               | JPN               | JPN Hot           | US Sales          | US World          | Doanh số                       | Chứng nhận          |
| ------- | ------------------------------------------------------------------------------------------------- | ----------------- | ----------------- | ----------------- | ----------------- | ----------------- | ------------------------------ | ------------------- |
| Riizing | - Phát hành: 17 tháng 6 năm 2024 - Hãng đĩa: SM, RCA - Định dạng: CD, digital download, streaming | 2                 | 1                 | 1                 | 11                | 5                 | - KOR: 1,344,868 - JPN: 64,074 | - KMCA: 3× Bạch kim |

### Album tái bản
| Tên               | Thông tin chi tiết                                                                               | Thứ hạng cao nhất | Thứ hạng cao nhất | Doanh số                     | Chứng nhận       |
| Tên               | Thông tin chi tiết                                                                               | KOR               | JPN               | Doanh số                     | Chứng nhận       |
| ----------------- | ------------------------------------------------------------------------------------------------ | ----------------- | ----------------- | ---------------------------- | ---------------- |
| Riizing: Epilogue | - Phát hành: 4 tháng 9 năm 2024 - Hãng đĩa: SM, RCA - Định dạng: CD, digital download, streaming | 1                 | 2                 | - KOR: 345,196 - JPN: 30,159 | - KMCA: Bạch kim |

### Album đĩa đơn
| Tên          | Thông tin chi tiết                                                                               | Thứ hạng cao nhất | Thứ hạng cao nhất | Doanh số                       | Chứng nhận    |
| Tên          | Thông tin chi tiết                                                                               | KOR               | JPN               | Doanh số                       | Chứng nhận    |
| ------------ | ------------------------------------------------------------------------------------------------ | ----------------- | ----------------- | ------------------------------ | ------------- |
| Get a Guitar | - Phát hành: 4 tháng 9 năm 2023 - Hãng đĩa: SM, RCA - Định dạng: CD, digital download, streaming | 1                 | 2                 | - KOR: 1,069,611 - JPN: 61,197 | - KMCA: Triệu |

### Đĩa đơn
| Tên                                                                                         | Năm  | Thứ hạng cao nhất | Thứ hạng cao nhất | Thứ hạng cao nhất             | Album        |
| Tên                                                                                         | Năm  | HQ                | NB Hot            | HL Glo.                       | Album        |
| ------------------------------------------------------------------------------------------- | ---- | ----------------- | ----------------- | ----------------------------- | ------------ |
| "Memories"                                                                                  | 2023 | 99                | —                 | 38                            | Get a Guitar |
| "Get a Guitar"                                                                              | 2023 | 18                | 98                | —                             | Get a Guitar |
| "Talk Saxy"                                                                                 | 104  | —                 | —                 | Đĩa đơn không nằm trong album |              |
| "—" cho biết bài hát không lọt vào bảng xếp hạng hoặc không được phát hành tại khu vực này. |      |                   |                   |                               |              |

## Chương trình âm nhạc

### The Show
| Năm  | Ngày       | Bài hát          | Điểm |
| ---- | ---------- | ---------------- | ---- |
| 2024 | 25 tháng 6 | "Boom Boom Bass" | 9320 |

### Show Champion
| Năm  | Ngày       | Bài hát          | Điểm |
| ---- | ---------- | ---------------- | ---- |
| 2024 | 26 tháng 6 | "Boom Boom Bass" | 8098 |
| 2025 | 28 tháng 5 | "Fly Up"         | 7719 |

### M Countdown
| Năm  | Ngày       | Bài hát          | Điểm |
| ---- | ---------- | ---------------- | ---- |
| 2024 | 18 tháng 1 | "Love 119"       | 8174 |
| 2024 | 27 tháng 6 | "Boom Boom Bass" | 8839 |

### Music Bank
| Năm  | Ngày       | Bài hát          | Điểm  |
| ---- | ---------- | ---------------- | ----- |
| 2024 | 28 tháng 6 | "Boom Boom Bass" | 9979  |
| 2025 | 30 tháng 5 | "Fly Up"         | 10452 |

### Show! Music Core
| Năm  | Ngày       | Bài hát  | Điểm |
| ---- | ---------- | -------- | ---- |
| 2025 | 31 tháng 5 | "Fly Up" | 9319 |

### Inkigayo
| Năm  | Ngày       | Bài hát          | Điểm |
| ---- | ---------- | ---------------- | ---- |
| 2024 | 21 tháng 1 | "Love 119"       | 6167 |
| 2024 | 30 tháng 6 | "Boom Boom Bass" | 6353 |
| 2025 | 1 tháng 6  | "Fly Up"         | 5655 |